# زحام (الرجم)

تعديل مصدري - تعديل

زحام هي إحدى قرى عزلة الذاري بمديرية الرجم التابعة لمحافظة المحويت، بلغ تعداد سكانها 140 نسمة حسب تعداد اليمن لعام 2004.